# Martincourt-sur-Meuse
 Martincourt-sur-Meuse  là một xã thuộc tỉnh Meuse trong vùng Grand Est đông nam nước Pháp. Xã này nằm ở khu vực có độ cao trung bình 190 mét trên mực nước biển.